# 波斯炸甜麵團
波斯炸甜麵團（Gosh-e fil），原文意即象耳，是一種流行於阿富汗與伊朗的炸甜麵團。其作法為將生麵團塑成象耳的形狀並油炸，且在麵團撒上開心果和食糖。阿富汗人於開齋節時經常製作這項甜品。